# Weißruthenischer Zentralrat

Siegel des Weißruthenischen Zentralrates

Der Weißruthenische Zentralrat (belarussisch Беларуская цэнтральная рада Belaruskaja zentralnaja rada BZR) war eine Marionettenregierung und ein Hilfsorgan der deutschen Besatzung im Generalbezirk Weißruthenien.

## Geschichte

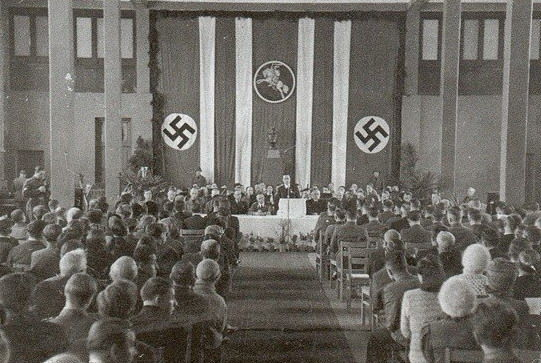
Die erste Sitzung des Weißrussischen Zentralrats. Radaslau Astrouski spricht in der Mitte. 1944.

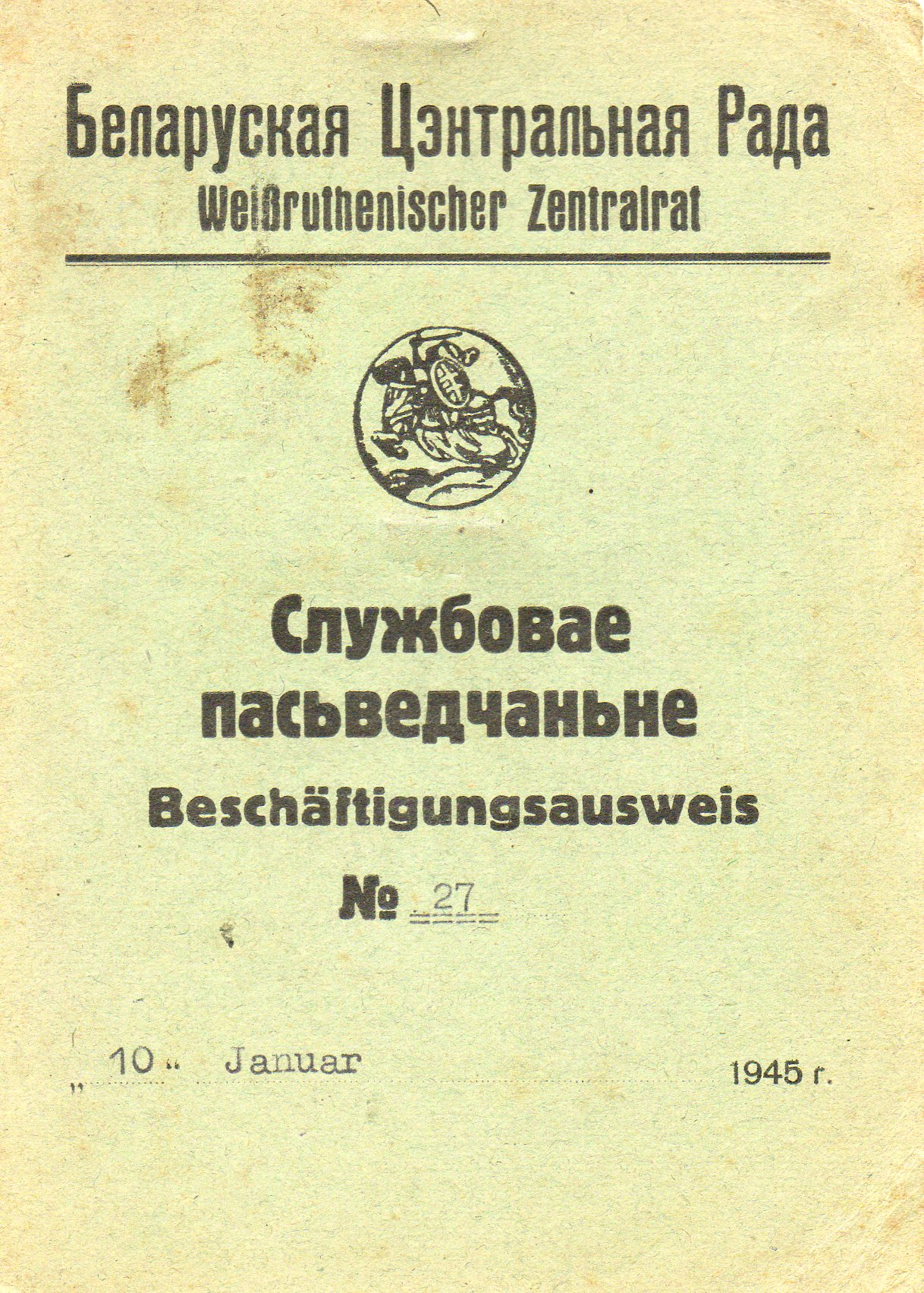
Beschäftigungsausweis des Weißruthenischen Zentralrats

Der Weißruthenische Zentralrat (BZR) wurde am 21. Dezember 1943 in Minsk von der Schutzstaffel (SS) gegründet. Dieses Organ sollte dabei als Sprachrohr für deutsche Propaganda dienen und die Mobilisierung belarussischer Kriegsfreiwilliger erleichtern. Zum Präsidenten wurde Radaslau Astrouski ernannt, welcher in den 1920er Jahren als Abgeordneter der Belarussischen Sozialistischen Hramada tätig war. Als Vizepräsidenten wurden Mikalaj Schkjaljonak und Jury Sabaleuski bestimmt. Die Mitglieder, einschließlich des Vorsitzenden, wurden nicht gewählt, sondern von dem zuständigen Generalkommissar Curt von Gottberg ernannt. Zudem hatte der Weißruthenische Zentralrat keinerlei legislativen oder exekutiven Befugnisse, sondern diente ausschließlich der Durchsetzung der von Gottberg vorgegebenen Politik, sowie der Verbreitung von Propaganda. Der Weißruthenische Zentralrat bestand zeitweise aus 14 Personen und beaufsichtigte andere zivilgesellschaftliche Organisationen, die unter deutscher Besatzung gegründet wurden, darunter das Weißruthenische Selbsthilfewerk oder das Weißruthenische Jugendwerk.
Am 22. Januar 1944 hielt der Weißruthenische Zentralrat ein öffentliches Treffen ab, das von belarussischen Bürgern, orthodoxen Geistlichen und deutschen Beamten besucht wurde. Auf diesem Treffen rief Astrouski offen dazu auf, eine belarussische Militäreinheit zu gründen, um die Wehrmacht im Kampf gegen die Rote Armee zu unterstützen. Der Weißruthenische Zentralrat führte den Auftrag Gottbergs aus, Rekruten für die Weißruthenische Heimwehr zu finden.
Der BZR bemühte sich darum, das weißrussische Nationalbewusstsein zu fördern. So verwendete er die Symbolik der Weißrussischen Volksrepublik (BNR) von 1918. Die Exilregierung der BNR weigerte sich jedoch, den Weißruthenischen Zentralrat anzuerkennen.

### II. Weißrussischer Volkskongress

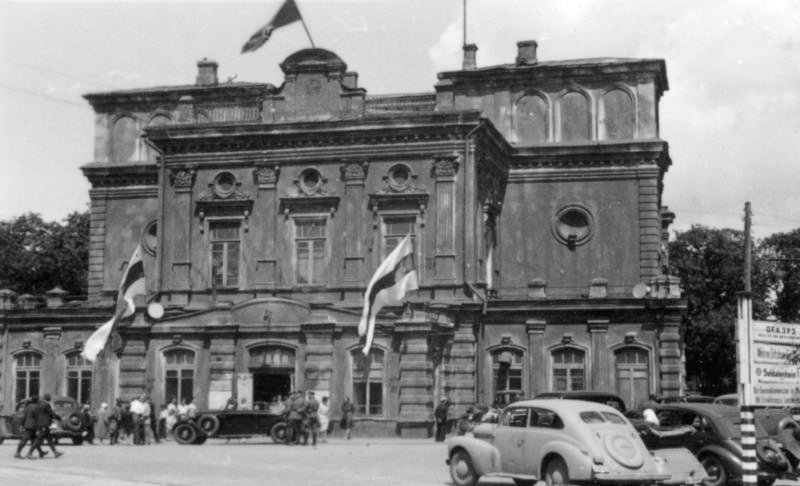
Das Janka-Kupala-Theater in Minsk, in welchem der Zweite Weißrussische Volkskongress stattfand.

Am 27. Juni 1944 fand der vom Weißruthenischen Zentralrat veranstaltete II. Weißrussische Volkskongress im heutigen Janka-Kupala-Theater in Minsk statt, zu dem tausende Delegierte aus Belarus, Polen, dem Baltikum und dem Deutschen Reich anreisten. Die Delegierten wurden von Mitgliedern des Weißruthenischen Zentralrats ausgewählt und von den deutschen Behörden genehmigt. Auf dem Kongress erklärten die Delegierten ihre Unterstützung für den Weißruthenischen Zentralrat und bekräftigten ihr Engagement für das Dritte Reich. Der Saal war mit Wimpeln geschmückt und nationalistische Orchestermusik wurde gespielt. Es wurden Reden über die großen Fortschritte des belarussischen Nationalismus und über die wohltätige Unterstützung der deutschen Besatzung gehalten. Astrouski überraschte die anwesenden deutschen Beamten, indem er erklärte, er finde, dass der Weißruthenische Zentralrat seine Mission erfolgreich ausgeführt habe und nun das zukünftige Schicksal von Belarus in unseren Händen liege. Auf dem Kongress wurde Astrouski als Präsident des Weißruthenischen Zentralrats wiederernannt. Der Kongress erklärte außerdem, dass der Weißruthenische Zentralrat nun die einzige rechtmäßige Vertretung des belarussischen Volkes sei. Insgesamt diente der Kongress eher der symbolischen Politik, da die Beschlüsse der Delegierten wegen des späten Zeitpunktes nicht mehr umgesetzt werden konnten.

### Nachkriegszeit
Nach der Befreiung von Belarus durch die Rote Armee flüchteten einige der Mitglieder des Zentralrates ins Ausland und der Weißruthenische Zentralrat war de facto aufgelöst. Am 25. März 1948 beschloss Radaslau Astrouski in Deutschland die Neugründung des Weißruthenischen Zentralrats. Astrouski sah seine Exilregierung als einzige Vertretung der belarussischen Nation an und geriet in Konflikt mit der Rada BNR, die ebenfalls diesen Anspruch erhob. Viele Mitglieder des Weißruthenischen Zentralrats gingen zur Rada BNR über, nachdem bekannt geworden war, dass diese von der CIA besser finanziert werden würde. Der Weißruthenische Zentralrat war Mitglied des Antibolschewistischen Blocks der Nationen (ABN) und wurde dabei von Radaslau Astrouski sowie vom Kriegsverbrecher Stanislau Stankewitsch vertreten. Im Juni 1950 vertrat Stankewitsch den Weißruthenischen Zentralrat bei einer Versammlung des ABN in Edinburgh und wurde in das Zentralkomitee des ABN gewählt. Seit 1995 ist der Weißruthenische Zentralrat de facto nicht mehr aktiv.

## Zusammensetzung
Zur Zeit des II. Weißrussischen Volkskongresses setzte sich der Weißruthenische Zentralrat aus folgenden Personen zusammen:
- Präsident: Radaslau Astrouski
- Erster Vizepräsident und Minister für Presse und Propaganda: Mikalaj Schkjaljonak
- Zweiter Vizepräsident und Minister für soziale Angelegenheiten, Selbsthilfe und Kontrolle: Jury Sabaleuski
- Finanzminister: Symon Kandybowitsch
- Kulturminister: A. Kalubowitsch
- Minister für schulische Angelegenheiten: A. Skurat
- Minister für kriegerische Angelegenheiten: Franzischak Kuschal
- Minister für Recht und Religion: Pawal Swiryd
- Minister für Forstwirtschaft: S. Kaljadka
- Minister für professorische Angelegenheiten: Stanislau Stankewitsch
- Jungenabteilung des Weißruthenischen Jugendwerks: Michas Ganko
- Mädchenabteilung des Weißruthenischen Jugendwerks: Nadseja Abramawa
- Minister für Landwirtschaft: Pjotra Orsa